# Postrzyżyny

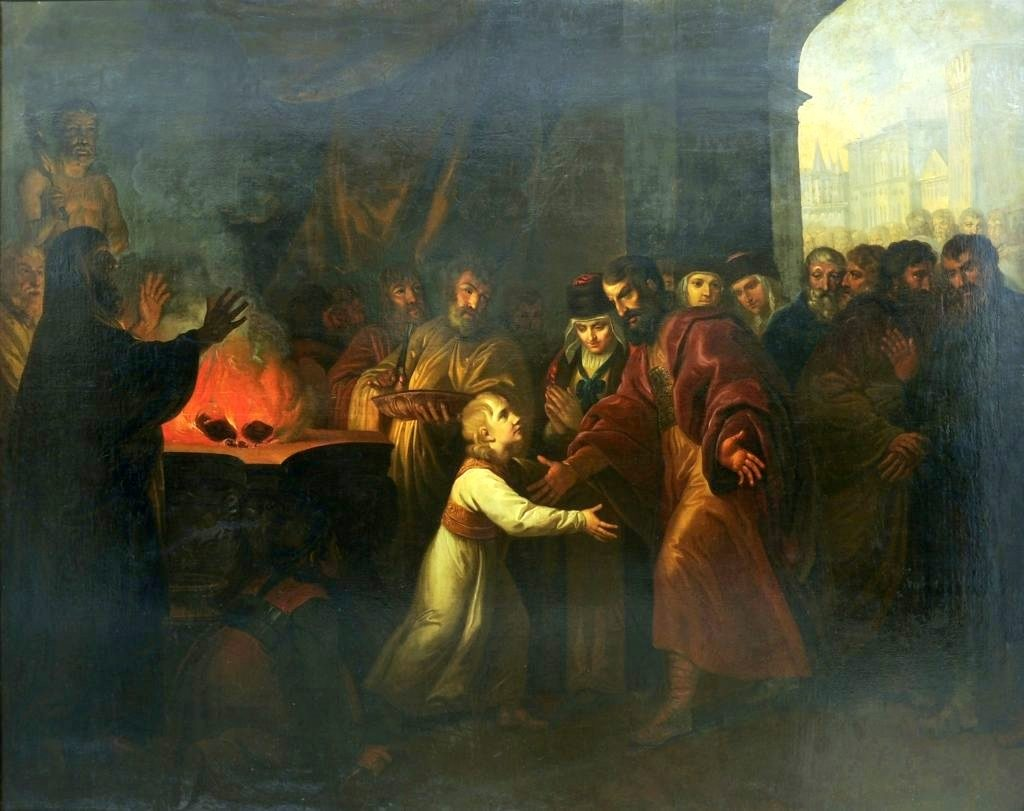
Postrzyżyny Mieszka I, obraz Józefa Peszki z ok. 1810

Postrzyżyny – w kulturze dawnych Słowian obrzęd polegający na rytualnym obcięciu włosów dziecku płci męskiej, zazwyczaj kończącemu 7 lat, połączony z nadaniem imienia. Rytuału postrzyżyn dokonywał ojciec lub osoba obca, wchodząca w ten sposób w sztuczne pokrewieństwo z dzieckiem. Od obcięcia włosów syn stawał się pełnoprawnym członkiem rodziny i przechodził spod opieki matki pod zwierzchnictwo ojca.
Podobną praktykę zaobserwował Gajusz Juliusz Cezar wśród Galów i opisał ją w pamiętniku o wojnie galijskiej. Mali chłopcy nie mogli pojawiać się publicznie w obecności ojca do czasu osiągnięcia wieku, w którym stawali się zdatni do wojny.
Postrzyżyny wpisują się w ogólnoludzkie praktyki symbolicznego przyjęcia młodzieńców do wspólnoty, takie jak obrzezanie, rytualne okaleczenia etc.
Zwyczaj postrzyżyn praktykowany jest do dzisiaj, powszechnie jako swoisty symbol poddania się władzy. Postrzyżeni są szeregowi idący do wojska, co jest dokładną kontynuacją rycerskiej tradycji. Do dziś w Kościele prawosławnym postrzygane są osoby wstępujące do zakonu (zob. postrzyżyny mnisze).